# 러키 스타 (오스트레일리아의 가수)
러키 스타(Lucky Starr, 본명(本名)은 레슬리 모리슨(Leslie Morrison), 1940년 12월 29일 ~ )는 오스트레일리아의 록 음악 가수, 기타 연주자, 작사가, 밴드 리더, 방송MC이다.

## 생애

### 음악가 활동
1957년 로큰롤 음악 밴드 "더 헤퍼레이스(The Hepparays)"의 보컬리스트 겸 기타리스트 첫 데뷔를 하였고 밴드 활동 중이던 1959년 솔로 가수 데뷔하였으며 그 후 1962년부터는 본격적인 솔로 가수로 활동하였다.
그는 1969년 미국 공연 당시 컨트리 음악 싱어송라이터 행크 스노(Hank Snow)와 서로 악수를 나누는 영광을 얻기도 하였다.

## 유명세
그는 보통적으로 대한민국 국내에서는 오스트레일리아 컨트리 음악 가수 제프 맥(Geoff Mack)의 《I've been everywhere》라는 노래 작품과 오스트레일리아 록 밴드 뉴 월드(New World)의 《Living next door to Alice》라는 노래 작품을 각각 리메이크한 가수로 널리 잘 알려져 있다. 특히 그가 리메이크한 《Living next door to Alice》라는 노래 작품은 영국 록 밴드 스모키(Smokie)도 리메이크하며 월드 빅 히트를 기록하였다.